# Fort James (Ghana)
Fort James, noto anche come James Fort, è un forte situato ad Accra, in Ghana. Fu costruito dalla Royal African Company (RAC) come punto di scambio per l'oro e gli schiavi nel 1673, a breve distanza dal Fort Crèvecœur olandese e dal Fort Christiansborg danese, lungo le coste della Costa d'Oro. Insieme ad altri castelli e fortezze del Ghana, Fort James è stato iscritto nella Lista del Patrimonio Mondiale dell'UNESCO nel 1979 per la sua importanza durante il periodo coloniale europeo.
Fort James prende probabilmente il nome da Giacomo, allora duca di York, poi re Giacomo II, che era governatore della RAC all'epoca della sua costruzione e da cui prende il nome anche l'adiacente quartiere di Accra Jamestown.
Il forte sorge accanto al faro di Jamestown e, dall'epoca coloniale fino al 2008, è stato un carcere. Il primo presidente del Ghana, Kwame Nkrumah, vi fu imprigionato dal 1950 al 1951.